# Rob Roos
Rob Roos (ur. 2 sierpnia 1966 w Rotterdamie) – holenderski przedsiębiorca i polityk, poseł do Parlamentu Europejskiego IX kadencji.

## Życiorys
Zawodowo związany z sektorem prywatnym jako przedsiębiorca działający w branży energetycznej i telekomunikacyjnej. Został członkiem władz organizacji gospodarczej OV IVOR oraz fundacji Stichting Mediaring Rotterdam. Dołączył do ugrupowania Forum na rzecz Demokracji, w 2019 uzyskał mandat radnego prowincji Holandia Południowa, stając na czele frakcji radnych swojej partii. W tym samym roku został następnie wybrany na deputowanego do Parlamentu Europejskiego IX kadencji. W grudniu 2020, w okresie kryzysu w partii, zrezygnował z członkostwa w FvD, a następnie dołączył do nowej formacji JA21.